# ستيليانو فيليب
ستيليانو فيليب (بالرومانية: Steliano Filip)‏ (مواليد 15 مايو 1994) هو لاعب كرة قدم. يلعب مع منتخب رومانيا لكرة القدم. سبق له أن لعب في بطولة أمم أوروبا لكرة القدم 2016 مع منتخب بلاده.

## روابط خارجية
- ستيليانو فيليب على موقع الاتحاد الأوربي (الإنجليزية)
- ستيليانو فيليب على موقع قاعدة بيانات كرة القدم.إي يو (الإنجليزية)
- ستيليانو فيليب على موقع ناشيونال فوتبول تيمز (الإنجليزية)
- ستيليانو فيليب على موقع Soccerway.com (الإنجليزية)
- ستيليانو فيليب على موقع عالم كرة القدم.نت (الإنجليزية)
- ستيليانو فيليب على موقع AS.com (الإسبانية)